# Landesstraßen in Rheinland-Pfalz
In Rheinland-Pfalz gibt es neben den Bundesautobahnen und Bundesstraßen, deren Baulast auf Seiten des Bundes liegt, noch Landesstraßen und Kreisstraßen. Die Gemeinden sind für die Gemeindestraßen zuständig.
Als Abkürzung für die Landesstraßen dient der Buchstabe L. Die Reihenfolge der Nummerierung, festgelegt durch die Landesverordnung über die Einstufung von Landes- und Kreisstraßen vom 6. Dezember 1963 (GVBl. S. 233, 1964 S. 96ff) deckt die damals bestehenden fünf Regierungsbezirke in der Reihenfolge Trier, Koblenz, Montabaur, Rheinhessen, Pfalz ab.

## Liste der Landesstraßen
→ Hauptartikel:
- Liste der Landesstraßen in Rheinland-Pfalz ab der L 1
- Liste der Landesstraßen in Rheinland-Pfalz ab der L 201
- Liste der Landesstraßen in Rheinland-Pfalz ab der L 401